# 报春红景天
报春红景天（学名：Rhodiola primuloides）为景天科红景天属的植物，是中国的特有植物。分布于中国大陆的云南、四川等地，生长于海拔2,500米至4,450米的地区，多生长在山谷石上，目前尚未由人工引种栽培。

## 别名
侧花红景天（植物分类学报增刊） 报春景天、侧花景天（拉汉种子植物名称）

## 异名
- Rhodiola primuloides (Franch.) S. H. Fu ssp. kongboensis H. Ohba